# Bernwiller (comuna delegada)
Bernwiller era una comuna francesa situada en el departamento de Alto Rin y la colectividad europea de Alsacia, de la región de Gran Este, que el uno de enero de 2016 pasó a ser una comuna delegada de la comuna nueva de Bernwiller al fusionarse con la comuna de Ammertzwiller.

## Demografía
| Gráfica de evolución demográfica de Bernwiller entre 1800 y 2018 |
|                                                                  |

Los datos demográficos contemplados en este gráfico de la comuna de Bernwiller se han cogido de 1800 a 1999 de la página francesa EHESS/Cassini, y los demás datos de la página del INSEE.

## Patrimonio
- Iglesia de San Juan. Edificio de 1784, resultó dañado por los combates de 1915 y reconstruida en 1928. El campanario en forma de bulbo es una construcción en un estilo poco usual en la región.

- Monumento a Jean-Jacques Henner, realizada en 1911 por el escultor Joseph-Louis Enderlin.

## Personajes célebres
- Jean-Jacques Henner, pintor, nacido en la comuna en 1829.